# OHL (ONE HUNDRED LIMINAL)
OHL（オーエイチエル／ONE HUNDRED LIMINAL）は、日本の7人組ダンス&ボーカルグループ。 略称は「ワンリミ」。公式ファンネームはピース（PIECE）。1HUNDRED MUSIC所属。

## 概要
2021年、リーダーであるJUNYAが共に活動するメンバーとしてKTA、RYUSEI、SHURU、GENを招集。その後、自分たちが魅せたいパフォーマンスのためには7人体制にすべきだという結論となり、NAO、KANNAを含めた現在のメンバー構成でグループを結成した。
だがコロナ禍により、予定された活動が白紙に。グループを存続させるため、最年少メンバーGENを筆頭に7人で所属事務所「株式会社OHL」を立ち上げた。現在は運営・制作のすべてをメンバーが自らが担当している。
OHL（＝ONE HUNDRED LIMINAL）というグループ名は、「100通りの潜在能力を引き出し、社会に超常現象を起こす」意味で名付けられた。
ファンネームである「ピース」には「応援してくれるファン1人1人とつながり合い、壮大な絵を描いていきたい」という想いが込められている。

## メンバー
| 名前              | 生年月日               | 血液型 | 出身地   | 身長  | 靴のサイズ | 備考                                            |
| ----------------- | ---------------------- | ------ | -------- | ----- | ---------- | ----------------------------------------------- |
| JUNYA ジュンヤ    | 1993年11月26日（31歳） | A型    | 東京都   | 172cm | 26.5cm     | OHLのリーダー、WhiteAのメンバーとして活動した。 |
| KTA ケイタ        | 1994年4月29日（31歳）  | AB型   | 北海道   | 183cm | 29cm       | VOCAL BATTLE AUDITION5 ファイナリスト           |
| NAO ナオ          | 1997年3月13日（28歳）  | A型    | 大分県   | 176cm | 27.5cm     | EXPG東京校育成候補生                            |
| SHURU シュウル    | 1999年3月11日（26歳）  | O型    | 熊本県   | 178cm | 28.5cm     | BE×DUNKのメンバーとして活動した。               |
| KANNA カンナ      | 2000年7月6日（25歳）   | AB型   | 宮崎県   | 180cm | 26.5cm     | Project Taroに出演                              |
| RYUSEI リュウセイ | 2000年8月17日（25歳）  | B型    | 神奈川県 | 169cm | 27cm       | α‐X'sのメンバーとして活動した。                 |
| GEN ゲン          | 2000年9月4日（24歳）   | B型    | 大阪府   | 175cm | 28cm       | PRODUCE 101 JAPAN、G-EGGに出演                  |

## 略歴

### 2021年
- 1月29日 - グループ結成[1]。
- 2月24日 - 新宿アルタ KeyStudioにて初のワンマンライブ「ONE HUNDRED LIMINAL - THE FIRST -」を開催[2]。
- 10月7日 - レギュラーラジオ番組「ワンリミdeナイト」（NACK5）開始[3]。
- 10月31日 - ゼストとの専属契約が終了[4]。
- 12月30日 - 国内最大のライブバトル大会「ARTISTS LEAGUE GRAND-PRIX 2021」に出場、初代グランプリを獲得。

### 2022年
- 2月13日 - 渋谷ストリームホールにて「ONE HUNDRED LIMINAL 1st Anniversary Live "Love Forever"」を開催。
- 3月1日 - 「Love Forever」MVをYouTubeにて公開。
- 3月15日 - 初音源となる「Love Forever」をデジタルリリース。
- 5月28日 - 「Hurtful Distance」をデジタルリリース。
- 6月12日 - 「札幌コレクション2022 SPRING/SUMMER」にオープニングアクトとしてT出演。
- 8月10日 - KT Zepp Yokohamaにて「OHL ONE MAN LIVE -PHENOMENON-」を開催。

### 2023年
- 1月29日 - 「Xplosion」をデジタルリリース 。
- 3月3日 - 「RED DEMONをデジタルリリース。
- 4月3日 - FMヨコハマにてKANNAがDJを務める「E★K radio ~ONE HUNDRED LOVERS」がスタート。
- 7月4日 - 「Addictive Luv」をデジタルリリース。
- 8月22日 - 「Periodt.」をデジタルリリース。
- 8月29日 - 「SENSUAL」をデジタルリリース。
- 9月3日 
  - 「Change Ma Life」をデジタルリリース。
  - 1st ミニアルバム『PEACE ONE』をリリース。
  - 代官山UNITにて「OHL 3rd ONEMAN LIVE "THE PIECE 1"」を開催。

### 2024年
- 1月6日 - 「ぼくらの「」」をデジタルリリース。
- 1月29日 - SHIBUYA PLEASURE PLEASUREにて「OHL ONEMAN LIVE "「０」"」を開催。
- 1月30日 - 「０」をデジタルリリース。

### 2025年
- 1月23日 - 「7bit」をデジタルリリース。
- 1月26日 - 横浜ランドマークホールにて「OHL ONEMAN LIVE “7bit”」を開催。
- 4月9日 - 「7bit」を初の全国流通盤としてCDリリース。（オリコンデイリー シングルランキング8位）
- 7月1日 - 「NOTE」をデジタル / CDリリース。（オリコンデイリー シングルランキング4位）

## ライブ・イベント

### ライブ
| 公演日        | 公演名                                                 | 会場                      |
| ------------- | ------------------------------------------------------ | ------------------------- |
| 2021年2月24日 | ONE HUNDRED LIMINAL "THE FIRST"                        | 新宿アルタ KeyStudio      |
| 2022年2月13日 | ONE HUNDRED LIMINAL 1st Anniversary Live"Love Forever" | 渋谷ストリームホール      |
| 2022年8月10日 | OHL ONE MAN LIVE "PHENOMENON"                          | KT Zepp Yokohama          |
| 2023年9月３日 | OHL ONEMAN LIVE "THE PIECE 1"                          | 代官山UNIT                |
| 2024年1月29日 | OHL ONEMAN LIVE "「０」"                               | SHIBUYA PLEASURE PLEASURE |
| 2025年1月26日 | OHL ONEMAN LIVE “7bit”                                 | 横浜ランドマークホール    |
| 2025年9月15日 | OHL ONEMAN LIVE "ONE HUNDRED LIMINAL -NEXT STAGE-"     | LIQUIDROOM                |

### イベント

#### 2021年
- 3月14日「REUNION ―White day 2021 Edition―」
- 3月22日「NEW STANDARD LIVE「GENUINE」supported by SUZU HOME」
- 8月20日「BUZZ-UP 2021 summer」
- 8月24日「SHIBUYA SWISH」
- 9月19日「FlowBack One Man Live 2021 -subject/object-」オープニングアクト
- 10月10日「FM802 MINAMI WHEEL 2021」
- 12月30日「SHIBUYA SWISH ~Year End PARTY 2021~」

#### 2022年
- 3月31日「超超十代-ULTRA TEENS FES-2022」オープニングアクト
- 4月1日「SHIBUYA SWISH ~Spring Edition~」
- 5月2日「キャナル誕生祭」
- 5月4日「博多どんたく港まつり」
- 5月29日「札幌コレクション 2022 SPRING / SUMMER」オープニングアクト
- 6月12日「恋フェス2022」
- 11月13日「TGC teen 2022 Tokyo supported by Up-T」オープニングアクト

#### 2023年
- 6月10日「BoyAge Fesbval NEO 2023 SUMMER」
- 6月18日「my HERO Festival 2023」
- 7月25日「ACRONYM FES.」
- 8月25日「BUZZ-UP 2023 summer」
- 9月9日 「SWISH TOUR -HAMAMATSU SWISH-」
- 9月10日「SWISH TOUR -KASHIWA SWISH-」
- 9月29日「Mrs＆Mr of the Year 2023 千葉大会」ゲストパフォーマンス
- 10月20日「FlowBack presents 逆流Fes」
- 10月28日「専修大学 鳳祭」
- 11月11日「実践女子大学 常磐祭」
- 11月14日「Up To U -MINAMI WHEEL EDITION-」

#### 2024年
- 5月5日「SWISH 2024 spring HAMAMATSU」
- 7月27日「JIM BEAM SUMMER FES 2024 in OSAKA」
- 8月5日「BUZZ-UP summer 2024 DAY2」
- 8月11日「大分トリニータ 対 ロアッソ熊本 明治安田J2リーグ」ゲストパフォーマンス
- 8月24日「DOBERMAN INFINITY presents D.Island 2024」オープニングアクト

#### 2025年
- 3月20日 「STAGE ON THE SHOW #3」（川崎CLUB CITTA'）

## 出演

### テレビ番組
- MUSIC B.B.（2022年3月度オープニングレコメンド）
- Tune（2022年4月14日、フジテレビ）
- BREAK OUT（2023年12月度エンディング・トラック「Addictive Luv」、テレビ朝日系全国放送）
- 夫が寝たあとに（2024年1月クール エンディングテーマ「Periodt.」、テレビ朝日系）
- ワールドプロレスリング（2024年2,3月度 ファイティングミュージック「ぼくらの「」テレビ朝日系」

### ラジオ番組
- ワンリミ de ナイト（2021年10月7日 - 2021年12月30日、NACK5）
- 巨匠大陸（2021年12月18日、NACK5）- ゲスト出演：SHURU
- E★K radio ~ONE HUNDRED LOVERS（2023年4月3日 - 、FMヨコハマ）- KANNA

### 配信番組
2022年
- だんぜん!!NEO×超十代（3月1日、LINE LIVE）- JUNYA、RYUSEI
- だんぜん!!NEO×超超十代2022（3月31日、LINE LIVE）

2025年
- OHLのブラックじゃない アットホームなショッピング番組（10月22日、au PAY マーケット ライブTV）

### CM
- 新しいスタイルのオーダーメイドハウス「THE HOUSE」（2021年）- JUNYA、SHURU

## 書籍
- BOYS FILE（ロックスエンタテインメント）

2021年
- Vol.06 Sexy（5月28日発売）- GEN
- Vol.07 JAPONISM（10月1日発売）- RYUSEI

2022年
- Vol.08 DATE（2月25日発売）- KANNA
- Vol.09 TRAINING（5月27日発売）- GEN
- Vol.11 LIVE（12月23日発売）- OHL

2023年
- Vol.12 Morning Routine（6月9日発売） - RYUSEI
- Vol.13 DANCE（9月29日発売） - GEN
- Vol.14 PARTY（12月22日発売） - KANNA, RYUSEI

2024年
- Vol.16 Street（5月31日発売）- SHURU

2025年
- Vol.20 EYEWEAR BOYS（4月25日発売）- NAO, RYUSEI